# Kanazawa Stadium
Das Kanazawa Stadium (jp. 金沢スタジアム) ist ein Fußballstadion in der japanischen Stadt Kanazawa, Hauptstadt der Präfektur Ishikawa. Es ist die neue Heimspielstätte des Fußballvereins Zweigen Kanazawa. Die Anlage verfügt über 10.444 überdachte Plätze, davon 2000 Stehplätze.

## Geschichte
2019 wurde auf Initiative der Stadtverwaltung von Kanazawa ein Konzept für ein neues Fußballstadion erstellt. Es wird das Ishikawa Athletics Stadium von 1974 ersetzen und neue Heimat von Zweigen Kanazawa, seit 2024 in der J3 League, werden. Der Standort liegt im Johoku Citizen Sports Park (englisch für den 金沢城北市民運動公園 Kanazawa Jōhoku shimin undō kōen). Dort befindet sich ein Baseballstadion, ein Fußballplatz mit einer Tribüne und 3010 Plätzen (das 金沢市民サッカー場 Kanazawa-shimin soccer-jō) sowie ein Hallenbad. Der Bau entsteht im Süden des Geländes auf zwei ehemaligen Trainingsplätzen. Entworfen wurde die Sportstätte vom Architekturbüro Azusa Sekkei. Es war schon bei dem Hallenbad des Parks tätig. Für die Bauarbeiten wurde ein Konsortium aus Kumagai Gumi, UEKI Corporation, Suzuki Construction und Hokuriku Koken ausgewählt. Der offizielle Beginn der Bauarbeiten war am 28. September 2021. Die Baukosten wurden mit 7,98 Mrd. Yen (rund 50,1 Mio. Euro) angesetzt. Durch Crowdfunding wurden 56 Mio. Yen (351.568 Euro) gesammelt. Das Stadion besitzt über zwei Längs- und eine Hintertortribüne mit rund 10.000 Plätzen, die Mindestanforderung der J2 League, verfügen. Bei einem Aufstieg von Zweigen Kanazawa in die J1 League könnte es auf die Mindestzahl von 15.000 Plätze erweitert werden.
Die Längstribünen sind doppelstöckig. Auf der Westseite befindet sich die Haupttribüne mit den V.I.P.-Logen und umfangreiche Infrastruktur. Hinter der Hintertortribüne im Süden befindet sich eine erhöhte Plattform, die auch den Zugang zu den Rängen im Westen und Osten ermöglicht. Die markante Dachform der Südtribüne erinnert von außen an ein traditionelles japanisches Tor, ein sogenanntes Torii. An der offenen Nordseite ist eine große Videoleinwand aufgestellt. Das Stadion verfügt über 500 m² Lagerräume für den Fall einer größeren Naturkatastrophe.
Ende August 2023 gab die Stadt Kanazawa bekannt, dass das Stadion den Sponsorennamen Kanazawa Go Go Curry Stadium (jp. 金沢ゴーゴーカレースタジアム) tragen wird. Der Vertrag mit der GoGo Curry Group Co., Ltd. (Restaurantkette Go Go Curry) läuft über fünf Jahre und der Sponsor zahlt jährlich 31,11 Mio. Yen (rund 195.000 Euro). Die Arbeiten wurden im September abgeschlossen werden, bevor das Stadion im Februar 2024 zur neuen Saison offiziell eröffnet wird. Am 18. Februar 2024 wurde es eröffnet. Das Eröffnungsspiel bestritten Zweigen Kanazawa und Kataller Toyama. Die Gäste gewannen mit 1:4. Am 2. März fand das erste Heimspiel der J3 League 2024 gegen den FC Imabari (1:3) statt.

## Galerie

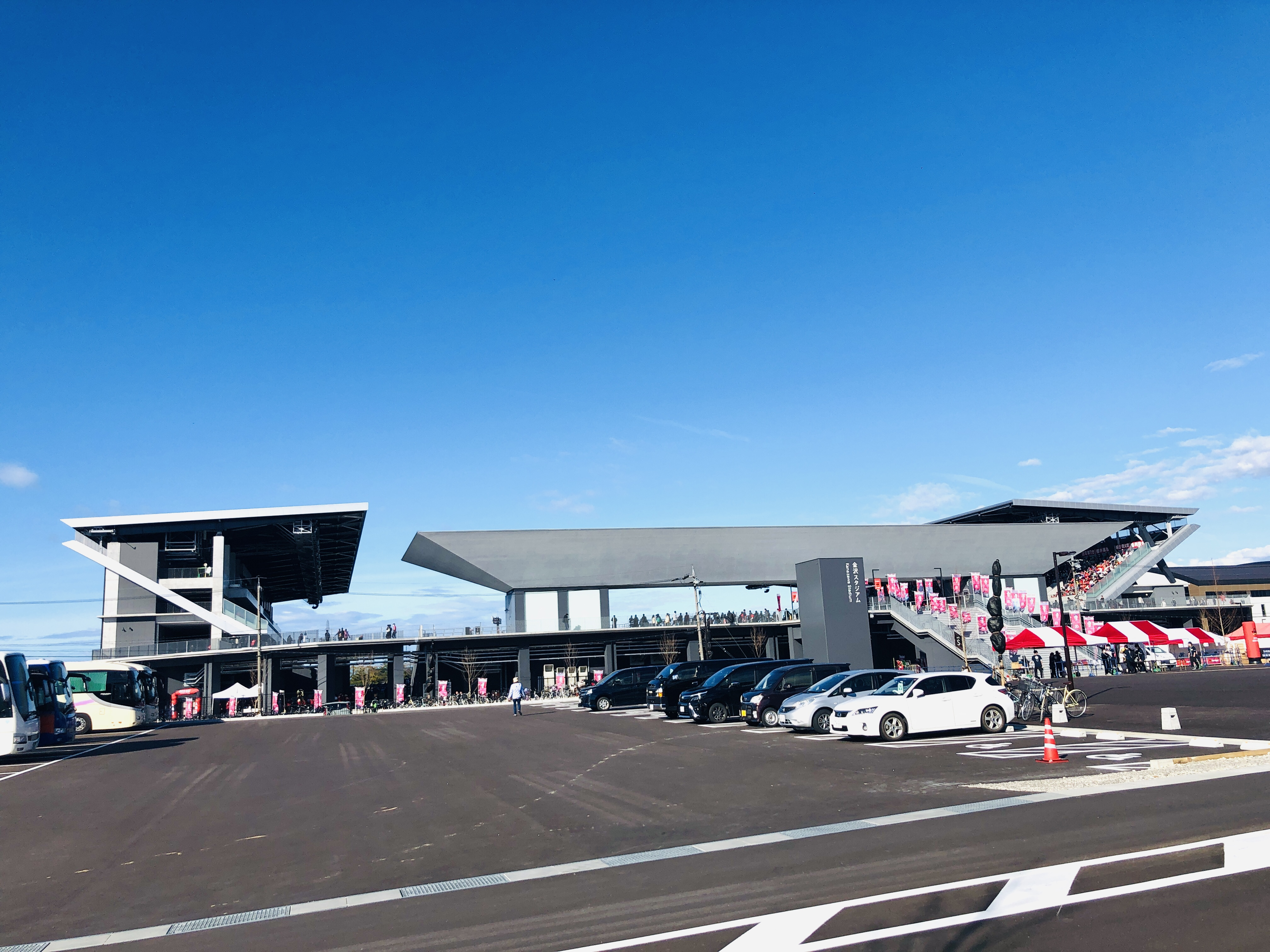
Blick auf das Stadion (Februar 2024)
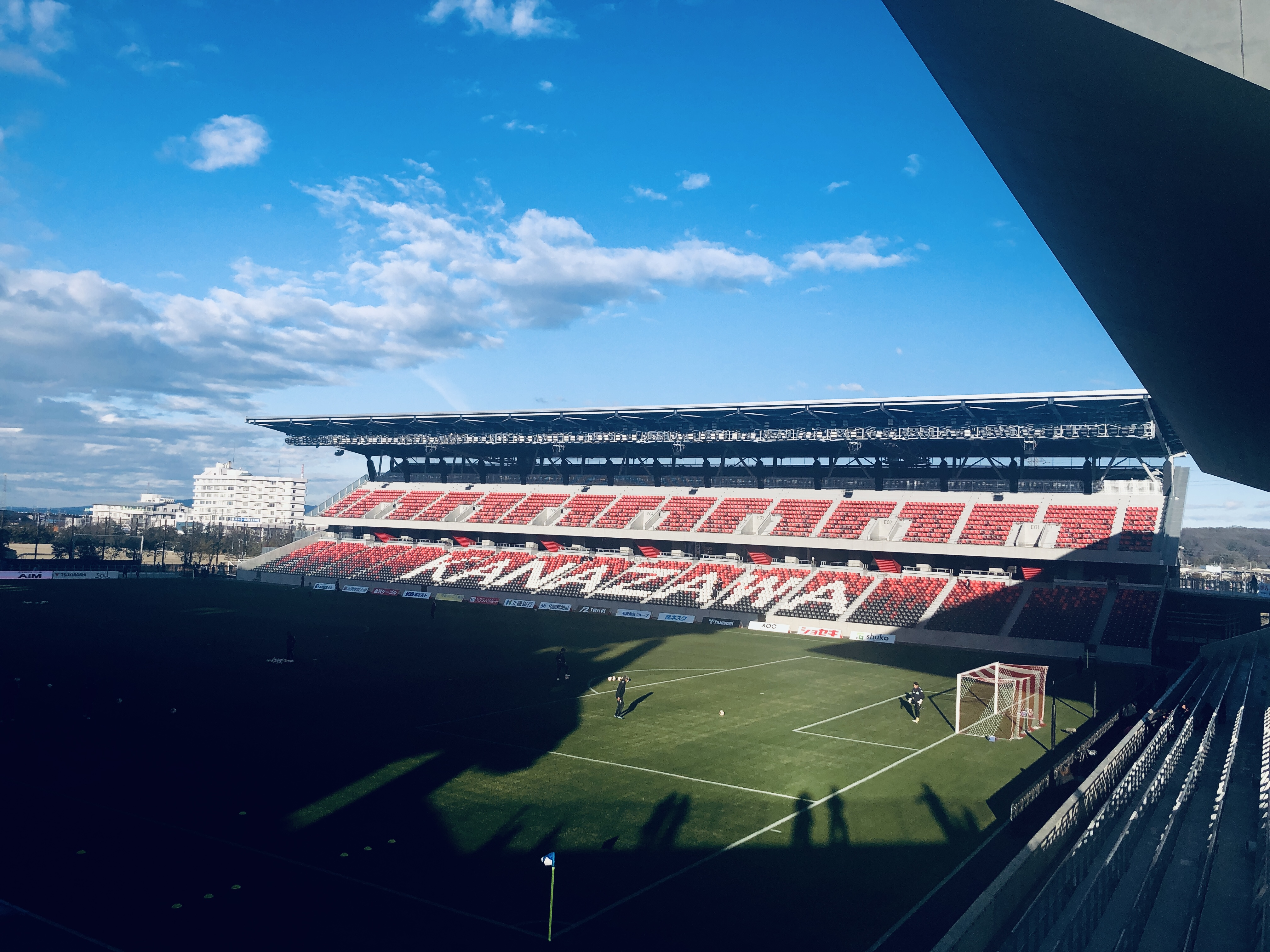
Blick in das leere Stadion (Februar 2024)
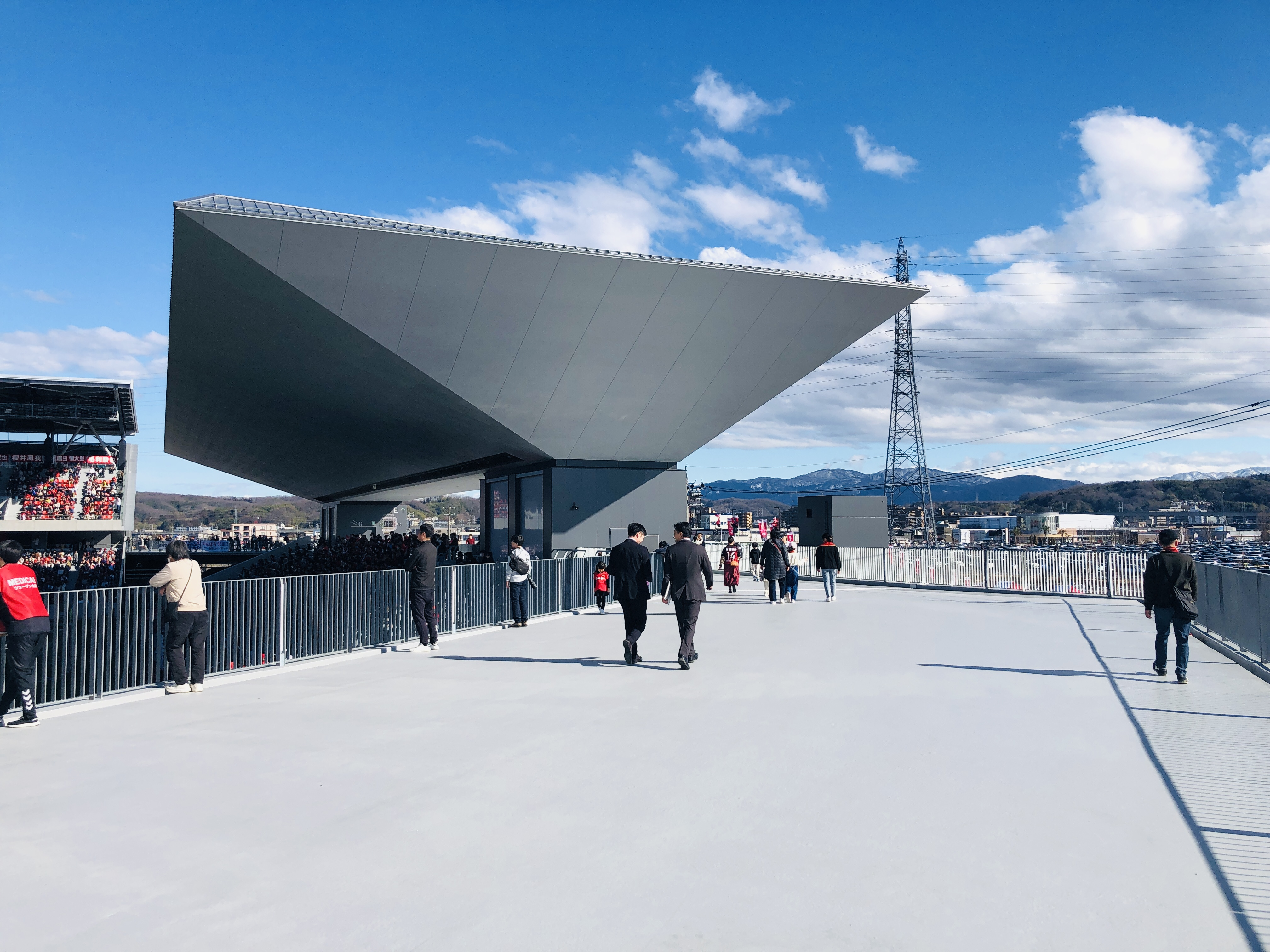
Die Hintertortribüne (Februar 2024)